# Live with Kelly and Ryan
Live with Kelly and Mark es un programa de entrevistas de la televisión estadounidense, conducido por Kelly Ripa y Ryan Seacrest.
El programa comenzó en 1983 como un programa local de la ciudad de Nueva York llamado The Morning Show, presentado por Regis Philbin y Cyndy Garvey (entonces esposa del jugador de las Grandes Ligas de Béisbol Steve Garvey). Un año después, Garvey dejó el programa y fue reemplazado por Ann Abernathy. En 1985, después de que Abernathy se casó y se mudó a Los Ángeles, Kathie Lee Gifford se convirtió en la coanfitriona de Philbin. El programa entró en la sindicación nacional en 1988 como Live with Regis and Kathie Lee. Gifford dejó el show en el 2000; el show continuó como Live with Regis mientras que Philbin y los productores del show lo unieron con varios coanfitriones potenciales.
En 2001, Ripa fue nombrada coanfitrión de Philbin, y el show fue rebautizado como Live with Regis and Kelly. Philbin y Ripa permanecieron como un equipo hasta el 2011; en enero de ese año, anunció que dejaba el programa, y su último programa se emitió el 18 de noviembre. El show se convirtió en Live with Kelly, con Ripa apareciendo con una amplia gama de coanfitriones invitados. Strahan, ex estrella de la línea defensiva de los Giants de Nueva York, se convirtió en el nuevo coanfitrión de tiempo completo a partir del estreno de la temporada 2012-13. En ese momento el show se convirtió en Live with Kelly and Michael.
La mezcla de invitados de la lista A de Live! y la interacción entre los coanfitriones la han convertido en uno de los programas de entrevistas más populares y venerables del día.
En 2016, Strahan anunció que dejaba el programa para unirse a Good Morning America. Seacrest comenzó a albergar en 2017.

## Otros sitios web
- Official website
- Página web oficial
- Live! with Kelly and Michael en Internet Movie Database (en inglés).(en inglés)

- Datos: Q166888
- Multimedia: Live (American talk show) / Q166888